# گلشن کومار
گلشن کومار دوا (۵ می ۱۹۵۶ - ۱۲ آگوست ۱۹۹۷)، معروف به گلشن کومار، بنیانگذار ناشر موسیقی تی-سریز و تولید کننده فیلم بالیوود بود . او تی سریز را در دهه ۱۹۸۰ تاسیس کرد.